# Парі (фільм, 1974)
«Парі» (груз. «ნიძლავი») — радянський комедійний короткометражний фільм 1974 року, знятий кіностудією «Грузія-фільм». Новела з циклу короткометражних фільмів Резо Габріадзе про веселі пригоди трьох дорожніх майстрів. Випускався на VHS виданням «Майстер тейп» в серії «Короткометражних фільмів Резо Габріадзе». Знятий на замовлення Держтелерадіо СРСР.

## Сюжет
Троє дорожніх робітників — Бесо, Авесалом та Гігла — розташувалися на привал в очікуванні фарби для нанесення дорожньої розмітки. Поки Бесо (водій машини) приліг відпочити, його колеги знайшли на узбіччі шматок рейки довжиною 2 метри і посперечалися між собою про те, чи зможе Бесо підняти її і донести до міста (близько 7 кілометрів), по спеці і без зупинки (вага рейки — близько ста килограмів на погонний метр). Під час шляху до міста навколо Бесо збираються люди і йдуть разом з ним, підтримуючи його. Незважаючи на спеку, Бесо вдається донести рейку до міста, однак міліціонер, що зустрівся їм, вважаючи, що це не безхазяйна рейка (біля мосту, де знайдена рейка, буде будуватися пост ДАІ), наказав терміново віднести її туди, звідки принесли. У підсумку всі троє змушені нести рейку назад.

## У ролях
- Кахі Кавсадзе — Бесо (Віссаріон), головний герой
- Баадур Цуладзе — Гігла, головний герой
- Гіві Берікашвілі — Авесалом, головний герой
- Вано Джавахішвілі — епізод
- Зураб Лаперадзе — міліціонер
- Ніно Еріставі — стара з кошиком яєць
- Олександр Купріашвілі — епізод
- Дато Кутателадзе — епізод
- Нодар Сохадзе — чоловік з валізою

## Знімальна група
- Автор сценарію: Резо Габріадзе
- Режисер: Рамаз Шарабідзе
- Оператор: Абесалом Майсурадзе
- Художник: Христесі Лебанідзе
- Монтажер: О. Геворкян
- Гример: Г. Барнабішвілі
- Директор картини: Шота Лаперадзе
- Композитор: Джансуг Кахідзе
- Звукооператор: Тенгіз Нанобашвілі